# Rayon N
Les rayons N sont d'hypothétiques rayons découverts par le physicien français René Blondlot. Ces rayons étaient censés pouvoir augmenter la luminosité d'une lumière de faible intensité. Cette erreur scientifique, de bonne foi, n'a duré qu'un an et a été révélée par Robert Williams Wood dans la revue Nature en septembre 1904 dans un article présentant le phénomène comme purement subjectif et sans origine physique (le phénomène ayant été « observé » sans le dispositif déclencheur).

## Histoire

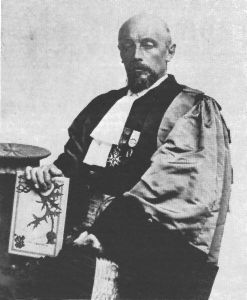
René Blondlot en 1910.

En 1903, le physicien René Blondlot (1849–1930) commet l'une des plus grandes erreurs du XXe siècle en physique expérimentale.
Alors que Wilhelm Röntgen vient de découvrir les rayons X en 1895 et Henri Becquerel les rayons uraniques en 1896, René Blondlot commence à travailler sur les rayons de Röntgen en 1901. Il annonce en février 1903 la découverte de nouveaux rayonnements qu'il baptise « rayons N » (de l'initiale de sa ville, Nancy).
Blondlot jouissant d'une excellente réputation à la suite de ses précédentes recherches sur la polarisation des champs magnétiques, cette découverte est accueillie avec enthousiasme. L'Académie des sciences publie de nombreuses notes dans ses comptes rendus hebdomadaires. Blondlot continue ses recherches et accumule les « découvertes », comme celles de nouveaux rayons N1 » en février 1904.
Deux scientifiques allemands, Rubens et Lummer, remettent vivement en cause la découverte, mais la rivalité entre la France et la Prusse en fait une question d'honneur national. En juillet 1904, La Revue scientifique publie tout de même un article critique d'un chercheur italien, Salvioni. Puis en septembre 1904, la revue Nature publie un article de Robert Williams Wood, traduit un mois plus tard dans La Revue scientifique.

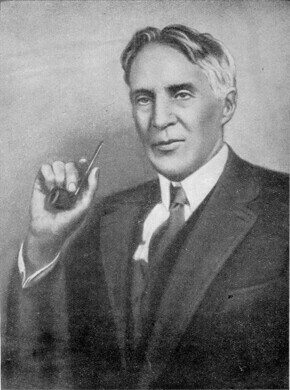
Robert Williams Wood en 1910.

Wood y raconte sa visite au laboratoire de Blondlot : les expériences, fondées sur l'observation de la flamme d'une bougie, se déroulent dans la pénombre. À l'insu des expérimentateurs, Wood perturbe les expériences : enlèvement par ses soins du dispositif déclencheur et simulations diverses. Or imperturbablement, les expérimentateurs continuent à « observer » les effets attendus.
La Revue scientifique écrit : « Bien qu'en France on n'entende guère de voix qui s'élèvent contre la légitimité fondamentale de ces recherches, on ne peut (pas) ne pas être frappé par l'écho d'une rumeur qui ne cesse de grossir à l'étranger, rumeur de scepticisme et d'étonnement ». À la fin de l'année 1904, l'Académie des sciences attribue tout de même à Blondlot le prix Leconte, d'une valeur de 50 000 francs, « pour l'ensemble de ses travaux ».
Blondlot perd peu à peu ses soutiens, l'illusion de l'existence des rayons N a en effet duré à peine une année. Gustave Le Bon, adhérant à la thèse de l'autosuggestion, conclut que « le public à l'avenir saurait […] à quel point un grand corps savant peut être victime de ses plus lamentables erreurs ».
Blondlot a entraîné dans son entreprise plusieurs autres chercheurs :
- Augustin Charpentier (en)[8] « recherches sensationnelles sur l'émission des rayons par le système nerveux… » ;
- Adolf Bernard Meyer, sur l'émission par les végétaux « note sur l'étude de l'émission pesante [les rayons N] provenant de l'organisme » ;
- Fred Dayton Lambert, sur l'émission par les ferments solubles ;
- Ernest Bichat, doyen de la faculté des sciences de Nancy, sur « l'explication de la transmission des rayons par des fils » ;
- Jean Becquerel, fils du découvreur de la radioactivité, qui présenta ses communications à l'Académie des sciences ;
- André Broca, agrégé de physique à la faculté de médecine, lui-même fils de Paul Broca ;
- Albert Colson (d) (1853–1933), professeur de chimie à l'École polytechnique ;
- Henri Bagard, professeur à la Faculté des sciences de Dijon.

## Analyse

### Problème de protocole expérimental
Les expériences décrites par Blondlot étaient, a posteriori, extrêmement peu fiables. Fondées sur l'observation d'une flamme dont l'éclat varie déjà naturellement de 25 % (d'après Wood), les observations nécessitaient, d'après Blondlot « d'éviter toute contrainte de l'œil, tout effort de vision, d'accommodation ou autre » sur la source lumineuse dont on voulait mesurer l'éclat. D'après des physiologistes de l'époque, comme le docteur Weiss, « le relâchement de l'accommodation est accompagné d'une dilatation de la pupille et par suite d'une pénétration plus grande de lumière dans l'œil ».
À décharge, l'époque était propice à la découverte de nouveaux rayons. De plus, l'impossibilité de reproduire une expérience ne prouve pas la fausseté de celle-ci, comme l’ont prudemment invoqué des chercheurs interrogés à ce sujet (enquête de La Revue scientifique à la fin 1904). De même, la vérité scientifique ne peut pas s'établir sur une simple majorité d'opinions. Si des chercheurs ont remis en cause ces résultats, d'autres ont prétendu avoir réussi à les reproduire.
Cette affaire a apporté d'importants enseignements sur les processus cognitifs, et est depuis souvent citée dans ce cadre. Elle a incité à plus de précautions dans les expérimentations et à réaliser dans certains cas des tests en double aveugle, limitant ainsi le biais de confirmation.

### Instrumentalisation nationaliste des sciences
Le physicien Éric Picholle, qui analyse l'affaire des rayons N comme une « suspension involontaire d'incrédulité » (par opposition à la suspension volontaire d'incrédulité), avance que cet effet pourrait avoir été accentué par les passions nationalistes de l'époque, comme en témoigne le choix du N, initiale de Nancy, pour baptiser ces rayons. En effet, cette fausse découverte intervient dans un contexte de revanchisme après la perte de l'Alsace-Moselle, qui avait été annexée par l'Allemagne lors de la guerre de 1870, et de tensions franco-allemandes croissantes qui allaient mener à la Première Guerre mondiale.

## Influence dans les courants ésotériques
Les travaux de Blondlot et les rayons N ont été repris dans certaines doctrines ésotériques du début du XXe siècle, notamment dans des théories sur le « double éthérique » par Annie Besant et Charles Webster Leadbeater de la Société théosophique : « …Certains savants français qui ne pouvaient normalement voir les rayons N y sont parvenus après avoir passé dans l'obscurité trois ou quatre heures. Notons ici que les rayons N sont dus aux vibrations du double éthérique soulevant des vagues dans l'éther ambiant… ».
Dans Fragments d'un enseignement inconnu (chapitre 9 sur les Hydrogènes), Piotr Ouspenski évoque les rayons N comme étant une matière subtile. Il reprend dans cet ouvrage les propos de son maître Georges Gurdjieff.

### Sources d'époque
- Alphonse Berget, chap. X « Les rayons N », dans Le radium et les nouvelles radiations, Paris, Librairie universelle, 1907, VI-174 p. (BNF 31798587), p. 93–105 [lire en ligne].
- René Blondlot, Rayons 'N' : Recueil de communications faites à l'Académie des sciences, Paris, Gauthier-Villars, 1904, 78 p. (lire en ligne).
  - (en) René Blondlot (trad. Julien Garcin), "N" Rays : A Collection of Papers Communicated to the Academy of Sciences, With Additional Notes and Instructions for the Construction of Phosphorescent Screens, Londres, Longmans, Green and Co., 1905 (lire en ligne).
- Henry Bordier, Les Rayons N et les rayons N1, Paris, J.-B. Baillière et fils, 1905, 95 p. (lire en ligne).
- (en) Robert W. Wood, « The n-Rays », Nature, vol. 70, no 1822,‎ 29 septembre 1904, p. 530–531 (DOI 10.1038/070530a0, lire en ligne).
- La Revue scientifique, 5e série, vol. 2 :
  -  Salvioni, « La subjectivité dans l'observation des rayons N », no 5, 30 juillet 1904, p. 152–153 [lire en ligne].
  -  Robert W. Wood, « La question de l'existence des rayons N », no 17, 22 octobre 1904, p. 536–538 [lire en ligne].
  - « Les Rayons N existent-ils ? », no 18, 29 octobre 1904, p. 545–552 [lire en ligne].
  - « Les Rayons N existent-ils ? », no 19, 5 novembre 1904, p. 590–591 [lire en ligne].
  - « Les Rayons N existent-ils ? », no 20, 12 novembre 1904, p. 620–625 [lire en ligne].
  - « Les Rayons N existent-ils ? », no 21, 19 novembre 1904, p. 656–660 [lire en ligne].
  - « Les Rayons N existent-ils ? », no 22, 26 novembre 1904, p. 682–686 [lire en ligne].
  - « Les Rayons N existent-ils ? », no 23, 3 décembre 1904, p. 718–722 [lire en ligne]
  - « Les Rayons N existent-ils ? », no 24, 10 décembre 1904, p. 752–754 [lire en ligne].
  - « Les expériences de M. Bordier prouvent-elles l'existence des rayons N ? », no 25, 17 décembre 1904, p. 783–785 [lire en ligne].

### Sources analytiques
- (en) Malcolm Ashmore, « The Theatre of the Blind : Starring a Promethean Prankster, a Phoney Phenomenon, a Prism, a Pocket, and a Piece of Wood », Social Studies of Science (en), vol. 23, no 1,‎ février 1993, p. 67–106 (DOI 10.1177/030631293023001003, JSTOR 285690).
- (en) Stéphane Baldi et L. Hargens, « Reassessing the N-rays reference network : The role of self citations and negative citations », Scientometrics (en), vol. 34, no 2,‎ octobre 1995, p. 239–253 (DOI 10.1007/bf02020422, S2CID 29220874).
- (en) Patricia Burdett, chap. 9 « Adventures with N Rays : An Approach to Teaching about Scientific Theory and Theory Evaluation », dans Robin Millar (dir.), Doing Science : Images of Science in Science Education, Londres et New York, Falmer Press, 1989 (réimpr. 2012, Routledge, coll. « Routledge Library Editions / RLE Edu O », no 235), 216 p. (ISBN 1-85000-506-0, 1-85000-507-9, 978-0-415-68983-0 et 978-0-203-12587-8, DOI 10.4324/9780203125878), p. 180–204.
- Vincent Borella, « René Blondlot et les rayons N : Génèse et postérité d'une erreur scientifique », dans Françoise Birck (dir.) et André Grelon (dir.), Un siècle de formation des ingénieurs électriciens : Ancrage local et dynamique européenne, l'exemple de Nancy, Paris, Maison des sciences de l'homme, 2006, 467 p. (ISBN 978-2-7351-1085-8), p. 101–122 [lire en ligne].
- Maurice Cara, « Les rayons N, comme Nancy : Ce qu'on m'en a conté », Le Pays lorrain, vol. 82, no 4,‎ décembre 2001, p. 289–291 (lire en ligne).
- (en) Ian Firth, « N-rays : Ghost of scandal past », New Scientist, no 44,‎ 1969, p. 642–643.
- Yves Galifret, « Une vieille histoire pleine d'enseignements : Les rayons N », Le Courrier rationaliste, Union rationaliste, no 9,‎ septembre 1963, p. 191–196.
- C. Gelain et H. Geoffroy, « À la poursuite des rayons N », L'ingénieur des industries chimiques, no 41,‎ avril 1965, p. 7–12.
- Jean-Noël Jeanneney, « Avions renifleurs et rayons N », Le Monde,‎ 21 août 1987, p. 2 (lire en ligne), repris dans Jean-Noël Jeanneney, chap. 32 « Avions renifleurs et rayons N », dans Concordance des temps : Chroniques sur l'actualité du passé, Paris, Seuil, coll. « XXe siècle », 1987, 357 p. (ISBN 2-02-009805-9).
- (en) Irving M. Klotz, « The N-ray affair », Scientific American, vol. 242, no 5,‎ mai 1980, p. 168–175 (DOI 10.1038/SCIENTIFICAMERICAN0580-168, JSTOR 24966330).
- (en) Robert T. Lagemann, « New light on old rays: N rays », American Journal of Physics, vol. 45, no 3,‎ 1977, p. 281–284 (DOI 10.1119/1.10643) (ERIC EJ155857) [lire en ligne].
- Laurent Lemire, chap. 14 « Les rayons N du professeur Blondlot », dans Les savants fous : D'Archimède à nos jours, une histoire délirante des sciences, Paris, Robert Laffont, 2011, 239 p. (ISBN 978-2-221-11235-9 et 978-2-221-12516-8, lire en ligne).
- Gerald Messadié, « “Je désignerai dorénavant ces radiations par le nom de rayons N, en l'honneur de la ville de Nancy” », dans 500 ans d'impostures scientifiques : sornettes, absurdités et autres erreurs, Paris, L'Archipel, 2013, 390 p. (ISBN 978-2-8098-1029-5 et 978-2-8098-1055-4, lire en ligne).
- (en) Mary Jo Nye, « N-Rays : An Episode in the History and Psychology of Science », Historical Studies in the Physical Sciences, vol. 11, no 1,‎ 1980, p. 125–156 (DOI 10.2307/27757473, JSTOR 27757473).
- (en) Mary Jo Nye, chap. 2 « Nancy : The German Connection, Scientific Rivalry, and N-Rays », dans Science in the Provinces : Scientific Communities and Provincial Leadership in France, 1860–1930, University of California Press, 1986, 328 p. (ISBN 0-520-05561-6, DOI 10.1525/9780520312623-004), p. 33–77, § « Scandal and the Scientific Community: The N-Ray Episode », p. 53–77 [lire en ligne].
- Éric Picholle, « Suspension (in)volontaire d'incrédulité, émotions et science pathologique », dans Yves Strickler (dir.), Jean-Sylvestre Bergé (dir.) et Marc Ortolani (dir.), Émotions et sciences : Interactions (colloque organisé à Nice, le 29 septembre 2020, par l'Institut fédératif de recherches « Interactions » de l'université Côte-d'Azur), Paris, L'Harmattan, coll. « Droit privé et sciences criminelles », 2021, 271 p. (ISBN 978-2-343-24454-9, HAL hal-03567457, lire en ligne), p. 143–156.
- Henri Piéron, « Grandeur et décadence des rayons N », L'Année psychologique, vol. 13,‎ 1906, p. 143–169 (DOI 10.3406/psy.1906.1295).
- Émile Pierret, « Un moment de l'école de physique de Nancy : Les rayons N et N1, réalités ou mirages ? » (séance du 14 décembre 1967), Bulletin de l'Académie et de la Société lorraines des sciences, Académie et Société lorraines des sciences, t. VII, no 3,‎ 1968, p. 240–257 (lire en ligne).
- Jean-Paul Poirier et Robert Guillaumont, « L'affaire des rayons N », dans Edgardo D. Carosella (dir.), Sous le sceau du secret : Les plis cachetés de l'Académie des sciences, Paris, CNRS éditions, 2020, 238 p. (ISBN 978-2-271-13337-3), p. 133–144 [lire en ligne].
- Jean Rosmorduc, « Une erreur scientifique au début du siècle : « Les Rayons N » », Revue d'histoire des sciences, vol. 25, no 1,‎ janvier–mars 1972, p. 13–25 (DOI 10.3406/rhs.1972.3262).
- Jean Rostand, Science fausse et fausses sciences, Paris, Gallimard, coll. « Les Essais » (no 89), 1958, 308 p. (ISBN 978-2-07-203524-1 et 978-2-07-025558-0, BNF 32586012).
- (en) Darrell P. Rowbottom, « N-rays and the semantic view of scientific progress », Studies in History and Philosophy of Science (en) Part A, vol. 39, no 2,‎ juin 2008, p. 277–278 (DOI 10.1016/j.shpsa.2008.03.010).
- (en) George Flowers Stradling, « A Résumé of the Literature of the N Nays, the N1 Rays, the Physiological Rays and the Heavy Emission, With a Bibliography », Journal of The Franklin Institute (it), vol. 164, no 1,‎ juillet 1907, p. 57–74 (DOI 10.1016/S0016-0032(07)90166-0) ; no 2, août 1907, p. 113–130, DOI 10.1016/S0016-0032(07)90070-8 ; et no 3, septembre 1907, p. 177–189, DOI 10.1016/S0016-0032(07)90100-3.
- Pierre Thuillier, « La triste histoire des rayons N », La Recherche, no 95,‎ 1978, p. 1092–1101, repris dans Pierre Thuillier, chap. VIII « La triste histoire des rayons N », dans Le Petit Savant illustré, Paris, Seuil, coll. « Science ouverte », 1980, 115 p. (ISBN 2-02-005699-2), p. 58–67.
- (en) Spencer Weart, « A little more light on N rays », American Journal of Physics, vol. 46, no 3,‎ 1978, p. 306 (DOI 10.1119/1.11342).